# 이상조 (1940년)
이상조(李相兆, 1940년 4월 22일 ~ )는 대한민국의 정치인, 기업인이다. 3선 경남 밀양시장을 역임했다. 본관은 양성(陽城)이며, 출신지는 경상남도 밀양시 산외면이다.

## 학력
- 단산초등학교
- 세종중학교
- 세종고등학교(경남,1957년 ~ 1960년 2월)
- 부산수산대학교  어로학과 학사(1960년 ~ 1964년)
- 한국외국어대학교 세계경영 무역대학원( ~ 1984년)
- 부경대학교  명예 경영학 박사(1999년)

## 경력
- 신라교역(주) 이사(1970년 ~ 1980년)
- 신라산업(주) 대표이사(1980년 ~ 1981년)
- 광해산업(주) 대표이사 회장(1984년 ~ 1989년)
- 원양어업협회 이사(1989년 ~ 1990년)
- 밀양군(현.밀양시)생활체육협회 회장(1990년 ~ 1991년)
- 제4대 경남도의회 의원(1991년 ~ 1995년)
- 한일의원연맹 회장(1991년 ~ 1993년)
- 경남도생활체육협의회 회장(1993년 ~ 1995년)
- 제7~9대 경상남도 밀양시장(3선,1995년 7월 ~ 2006년 6월, 한나라당)
- 부경대학교총동창회 회장(1997년 ~ 1997년 10월)
- 부경대학교 총동창회장(2000년 ~ 2002년)
- 경남 시장군수협의회 회장(2004년 ~ 2006년)
- (주)한국화이바 부회장(2007년 ~ 2009년)
- 한국컨테이너부두공단 이사장(2009년 4월 ~ 2011년 8월)
- 제1대 여수광양항만공사 사장(2011년 8월 ~ 2013년 6월)

## 역대 선거 결과
|  | 47.74% |

|  | 62.37% |

|  | 65.51% |